# Conus bocki
Espèce
Conus bocki est une espèce de mollusques gastéropodes marins de la famille des Conidae.
Comme toutes les espèces du genre Conus, ces escargots sont prédateurs et venimeux. Ils sont capables de « piquer » les humains et doivent donc être manipulés avec précaution, voire pas du tout.

## Taxonomie

### Publication originale
L'espèce Conus bocki a été décrite pour la première fois en 1881 par le conchyliologiste, éditeur et illustrateur britannique George Brettingham Sowerby III dans « Proceedings of the Zoological Society of London »,.

### Synonymes
- Conus (Asprella) bocki G. B. Sowerby III, 1881 · appellation alternative